# De Hangende Tuinen van Landgoed Tenaxx
De Hangende Tuinen van Landgoed Tenaxx is een arboretum gelegen op Landgoed Tenaxx in Wedde, gemeente Westerwolde . Het arboretum is gesticht door filosoof Wouter Oudemans, voormalg buitengewoon hoogleraar filosofie aan de Universiteit Leiden, en zijn vrouw Heleen Oudemans-van Straaten.  Het arboretum is aangelegd op geografische grondslag. Aanvankelijk werden alleen oorspronkelijke soorten (species) geplant. Later heeft het arboretum zich gespecialiseerd in treurvarianten. Het arboretum beslaat ongeveer 12 hectare en herbergt meer dan 1000 verschillende soorten. Het bevindt zich te midden van het inlandse bos van Landgoed Tenaxx, dat een oppervalkte heeft van 30 hectare.

## Geschiedenis
In 2004 kochten Wouter en Heleen Oudemans 30 hectare aardappelveld in Wedde om daar een landgoed met inlands bos en een arboretum te stichten. Het stichten en onderhouden van een arboretum zat Oudemans in zijn bloed. Hij was in zijn jeugd wekelijks te vinden op het landgoed van zijn grootvader, Landgoed Schovenhorst, dat in 1848 door zijn betovergrootvader J.H. Schober, was opgericht. Op Landgoed Tenaxx werden in eerste instantie inlands bos aangeplant en vijvers gegraven. De aanleg en aanplant van bijzondere oorspronkelijke bomen in het arboretum stond onder leiding van Nico Schellevis, beheerder van Pinetum Blijdestein in Hilversum. De bomen werden geordend naar geografische herkomst: Noord Amerika, Eurazië, China, Japan en Himalaya. Er werden ook bomen uit het Zuidelijk Halfrond geplant, maar slechts een deel daarvan overleefde de Groningse winters.
Later is gekozen voor een specialisatie in treurbomen. De treurvarianten werden zo mogelijk bij de oorspronkelijke soorten geplant. De treurvarianten werden initieel verzameld door Chris van der Wurff, boomkweker uit Heeze. Later is deze taak overgenomen door Henk van Kempen, boomkweker uit Son en Breugel, die wereldwijd speurt naar treurvormen, en deze opkweekt uit ent. De Hangende Tuinen heeft een samenwerking met Kew Gardens in London in de persoon van Rafael Govaerts, beheerder van de Plants of the World Online database. Op dit moment heeft De Hangende Tuinen waarschijnlijk de grootste verzameling treurbomen ter wereld. Het arboretum is op 2 mei 2015 opengesteld voor het publiek.

## Filosofie
Darwinisme en thermodynamica waren voor Oudemans belangrijk omdat zij iets zeggen over de verhouding van mens en natuur. Met het arboretum heeft Oudemans het spel van Moeder Natuur willen laten zien. Oudemans noemde zijn arboretum een ‘monsterlijke idylle’ en een ‘spiegel’ van de ambivalente verhouding van de mens tot de natuur die hij niet kan beheersen, omdat hij er zelf een product van is.  Een gang langs de bijzondere bomen van De Hangende Tuinen geeft de gelegenheid om een moment stil te staan bij de grootse en grillige natuur zelf waar de mens een uitvloeisel van is en geen meester, aldus Oudemans in zijn boekje "De Hangende tuinen van Tuinen van Landgoed Tenaxx". 

### Biodiversiteit
Op Landgoed Tenaxx krijgen allochtone bomen uit alle delen van de wereld die hier willen groeien een warm onthaal. Vele hiervan groeiden voor de IJstijden ook in onze streken. Voorbeelden zijn de Sequoia, Metasequoia, Cathaya, Ginkgo, Zelkova, Liquidambar, Taxodium, Pterocarya, Cercidiphyllum en Magnolia.
Een belangrijk thema in De Hangende Tuinen zijn de treurbomen, een variant die bij vrijwel alle soorten voorkomt. Vele boomsoorten hebben zelfs verscheidene treurvarianten. Jaarlijks ontstaan er in de wereld nieuwe treurvormen. Treurbomen zijn varianten die in de natuur worden gevonden. Soms zit de treurvorm alleen aan een enkele tak. Zij worden door mensen geënt. Sommige treurvormen planten zichzelf voort zoals de treurwilg en de Japanse jeneverbes. Zij vertonen de meest bizarre vormen, en die worden in de Hangende Tuinen gekoested. 

### Variatie en selectie
De eerste indeling van het plantenrijk komt van Carl Linnaeus. Hij was ervan overtuigd dat soorten onveranderlijk waren, en door vaste eigenschappen van elkaar te onderscheiden. Charles Darwin en Alfred Russel Wallace brachten daar verandering in. Zij kwamen tot het inzicht dat natuurlijke soorten niet vastomlijnd zijn, maar veranderen, doordat zij zich aanpassen aan hun omgeving, zo zelfs dat verschillende exemplaren soms niet meer te herkennen zijn als behorend tot dezelfde soort. Door variatie en selectie zullen de sterkste varianten overleven, en varianten die minder aangepast zijn aan een veranderende omgeving uitsterven. De Hangende Tuinen geven het besef van de enorme natuurlijke variatie. 

### Natuur en cultuur
Mensen en bomen zijn in de ban van elkaar. Bomen verleiden mensen en mensen verleiden bomen. Zo kwam de metasequoia in Jura en Krijt, de tijd van dinosauriërs, voor in het hele noordelijke halfrond, ook in Noord-Europa, maar is daar later vrijwel geheel verdwenen. Zo zelfs, dat men dacht dat hij was uitgestorven. Totdat hij in 1940 in een vallei in China werd ontdekt. De metasequoia heeft vervolgens de mens verleid om zijn zaden over de wereld te verspreiden. Zo vergaat het de treurbomen ook. Die verleiden mensen door hun schoonheid en worden vervolgens gekoesterd en verspreid.

### Deep time
In de Hangende Tuinen staan enkele meer dan honderd miljoen jaren oude boomsoorten. Sommige zijn zogenaamde levende fossielen. Dit zijn soorten die in de loop der millennia uiterlijk vrijwel niet veranderd zijn, zij lijken in vorm erg op de fossielen uit de Jura en het Krijt waarin zij zijn ontstaan. Voorbeelden zijn de Ginkgo biloba, de Metasequoia glyptostroboides, de Araucaria araucana, de Taiwania cryptomeria, de Cunninghamia lanceolata, de Cathaya argyrophylla, de Sciadopitys verticillata, Davidia involucrate en de magnolia's. 

### Thermodynamica
Naast het Darwinisme brengt de thermodynamica een fundamentele verschuiving in de wijze waarop de natuur, de dingen en ook de mens verschijnen. Zij laat zien dat levende organismen zijn onderworpen aan veranderlijk energetisch krachtenspel. Alles verliest mettertijd zijn organisatiegraad en tegelijkertijd komen nieuwe vormen van organisatie op, en wel op een onvoorspelbare en onbeheersbare manier. Alleen door een continue toevoer van energie kunnen zij hun ondergang uitstellen. Dat uitstel heet leven. Levende wezens voorkomen tijdelijk verlies van energie doordat zijn omgeven zijn door membranen. 
Zo ook bomen. Zij gebruiken de energie van zonlicht om CO2 en water te transformeren in zuurstof en suiker (fotosynthese) die als zetmeel wordt opgeslagen, een andere vorm van energie.
De bomen in het arboretum laten op verschillende manier zien hoe zij op intelligente wijze de energie van de zon tot zich nemen. De Araucaria, een zeer succesvolle boom die stamt uit het Jura tijdperk, heeft zijn bladeren geordend volgens het Fibonacci principe, in een opvallende krans, waardoor zij maximaal zonlicht kunnen opnemen. Zo is dat ook met de bladeren van de meeste loofbomen het geval. Met hun enorme bladerdek dwingen zij de energie van de zon tot chemische processen waarmee zij hun ondergang tijdelijk uitstellen.  

### Evolutie van dinosauriërs en bomen
Op Landgoed Tenaxx staan tussen de bomen ook replica’s van (dino)sauriërs. Bomen en dinosauriërs zijn samen geëvolueerd. De plantenetende dinosauriërs moesten leven van schaarse en moeilijk verteerbare planten en bomen. Daar raakten hun kaken, nekken, en darmkanaal op aangepast. Omgekeerd verweerden de bomen zich tegen de vraat van dinosauriërs. Zij ontwikkelden gif, stekels en oneetbare schors, en zij gingen de lucht in, net als hun concurrenten. Landgoed Tenaxx laat deze wapenwedloop zien via replica’s van (dino)sauriërs die staan tussen de bomen, waarvan sommige uit de tijd van de dinosauriërs. 